# Mistrzostwa Świata w Piłce Nożnej 2026 (eliminacje strefy AFC)/Czwarta runda
Ten artykuł dotyczy przyszłego wydarzenia sportowego. Informacje w nim zawarte zmienią się w przyszłości.
W czwartej rundzie weźmie udział 6 zespołów (zespoły z trzecich i czwartych miejsc) z poprzedniej rundy. Zostaną one podzielone na dwie grupy. Każda z grup liczy trzy zespoły. Zwycięzcy grup wywalczą bezpośredni awans do finałów MŚ 2026, natomiast zespoły z drugich miejsc awansują do piątej rundy. Wszystkie mecze odbędą się w październiku 2025. Zostaną rozegrane tylko jedne mecze (bez rewanżów) na stadionach w Katarze Arabii Saudyjskiej, jako dwóch najwyżej rozstawionych zespołach.

## Grupa A

### Tabela
| Lp. | Drużyna                      | M | Z | R | P | B+ | B– | +/– | Pkt |                                  |  | Katar | Zjednoczone Emiraty Arabskie | Oman   |
| --- | ---------------------------- | - | - | - | - | -- | -- | --- | --- | -------------------------------- |  | ----- | ---------------------------- | ------ |
| 1   | Katar                        | 0 | 0 | 0 | 0 | 0  | 0  | 0   | 0   | Awans na Mistrzostwa Świata 2026 |  |       | 14 paź                       |        |
| 2   | Zjednoczone Emiraty Arabskie | 0 | 0 | 0 | 0 | 0  | 0  | 0   | 0   | Awans do piątej rundy            |  |       |                              | 11 paź |
| 3   | Oman                         | 0 | 0 | 0 | 0 | 0  | 0  | 0   | 0   |                                  |  | 8 paź |                              |        |

### Mecze
| 8 października 202518:00 CEST | Oman |  | Katar | Jassim Bin Hamad Stadium, Doha |
| 8 października 202518:00 CEST |      |  |       | Jassim Bin Hamad Stadium, Doha |

| 11 października 202518:00 CEST | Zjednoczone Emiraty Arabskie |  | Oman | Jassim Bin Hamad Stadium, Doha |
| 11 października 202518:00 CEST |                              |  |      | Jassim Bin Hamad Stadium, Doha |

| 14 października 202518:00 CEST | Katar |  | Zjednoczone Emiraty Arabskie | Jassim Bin Hamad Stadium, Doha |
| 14 października 202518:00 CEST |       |  |                              | Jassim Bin Hamad Stadium, Doha |

## Grupa B

### Tabela
| Lp. | Drużyna          | M | Z | R | P | B+ | B– | +/– | Pkt |                                  |  | Arabia Saudyjska | Irak   | Indonezja |
| --- | ---------------- | - | - | - | - | -- | -- | --- | --- | -------------------------------- |  | ---------------- | ------ | --------- |
| 1   | Arabia Saudyjska | 0 | 0 | 0 | 0 | 0  | 0  | 0   | 0   | Awans na Mistrzostwa Świata 2026 |  |                  | 14 paź |           |
| 2   | Irak             | 0 | 0 | 0 | 0 | 0  | 0  | 0   | 0   | Awans do piątej rundy            |  |                  |        | 11 paź    |
| 3   | Indonezja        | 0 | 0 | 0 | 0 | 0  | 0  | 0   | 0   |                                  |  | 8 paź            |        |           |

### Mecze
| 8 października 202520:00 CEST | Indonezja |  | Arabia Saudyjska | King Abdullah Sports City, Dżudda |
| 8 października 202520:00 CEST |           |  |                  | King Abdullah Sports City, Dżudda |

| 11 października 202520:00 CEST | Irak |  | Indonezja | King Abdullah Sports City, Dżudda |
| 11 października 202520:00 CEST |      |  |           | King Abdullah Sports City, Dżudda |

| 14 października 202520:00 CEST | Arabia Saudyjska |  | Irak | King Abdullah Sports City, Dżudda |
| 14 października 202520:00 CEST |                  |  |      | King Abdullah Sports City, Dżudda |